# Julius-Springer-Preis für angewandte Physik
Der Julius-Springer-Preis für angewandte Physik (Julius Springer Prize for Applied Physics) wird seit 1998 jährlich an Wissenschaftler vergeben, die herausragende und innovative Beiträge zur angewandten Physik geleistet haben. Den Preis vergeben die Herausgeber der wissenschaftlichen Journale Applied Physics A und Applied Physics B. Er ist verbunden mit einem Preisgeld in Höhe von 5000 US-Dollar. Er ist benannt nach dem Verleger Julius Springer, dem Gründer des Springer-Verlags.

## Preisträger
- 1998: Peter Fromherz
- 1999: Shuji Nakamura
- 2000: Stan Williams und James R. Heath
- 2001: Eli Yablonovitch
- 2002: Cees Dekker
- 2003: Anne L’Huillier und Ferenc Krausz
- 2004: Dai Hongjie und Yang Peidong
- 2005: Hidetoshi Katori
- 2006: Viola Vogel
- 2007: Stefan W. Hell
- 2008: Phaedon Avouris und Tony Heinz
- 2009: Motoichi Ohtsu
- 2010: Henri Lezec und Federico Capasso
- 2011: Orazio Svelto
- 2012: Thomas Elsässer und Horst Weller
- 2013: John Pendry
- 2014: Harry Atwater und Albert Polman
- 2015: Mikhail Lukin
- 2016: Roland Wiesendanger und Xiang Zhang
- 2017: Victor Malka
- 2018: Guus Rijnders
- 2019: Jerome Faist
- 2020: Leon Chua
- 2021: Jun Ye
- 2022: Richard E. Russo
- 2023: Ronald K. Hanson
- 2024: Boris Chichkov
- 2025: Ursula Keller[1]